# Shane Perkins
Shane Perkins (Melbourne, 30 december 1986) is een Russisch baanwielrenner. Perkins werd in 2011 wereldkampioen keirin. Al sinds de junioren wint Perkins nationale en internationale titels op de baan, waaronder het wereldkampioenschap sprint voor junioren in 2004.
Hij is de zoon van oud-baanwielrenner Daryl Perkins en is getrouwd met baanwielrenster Kristine Bayley.

## Belangrijkste overwinningen
2006
- Teamsprint op de Oceanische Spelen, Elite (met Scott Sunderland en Joel Leonard)
- Sprint op de Oceanische Spelen, Elite
- Wereldkampioenschap teamsprint, Elite (met Ryan Bayley en Shane Kelly)
- Team sprint op de Gemenebestspelen, Elite (met Ryan Bayley en Shane Kelly)

2007
- Australisch kampioen teamsprint, Elite (met Mark French en Joel Leonard)
- Oceanische kampioenschap sprint, Elite
- Europees kampioenschap keirin, Elite

2008
- Australisch kampioen teamsprint, Elite (met Mark French en Shane Kelly)

2009
- Australisch kampioen sprint, Elite
- Australisch kampioen keirin, Elite
- Australisch kampioen tijdrijden over 1 kilometer, Elite
- Australisch kampioen teamsprint, Elite (met Joel Leonard en Jason Niblett)

2010
- Sprint op de Gemenebestspelen, Elite
- Wereldkampioenschap keirin, Elite

2011
- Wereldkampioen keirin, Elite
- Australisch kampioen sprint, Elite
- Australisch kampioen keirin, Elite

2012
- Wereldkampioen teamsprint, Elite (samen met Matthew Glaetzer en Scott Sunderland

## Ploegen
- 2006-Southaustralia.com-AIS
- 2007-Toshiba Australia (vanaf 01/04)
- 2011-Team Jayco-AIS (tot 31/07)

Aitken · Carver · Donnelly · Durbridge · Dyball · Ellis · Hepburn · Howson · Kerby · Lane · Lang · Lovelock-Fay · McCarthy · McCulloch · Niblett · Perkins · Rudolph · Sunderland